# Hugo Dyrendahl
Hugo Dyrendahl (Stoccolma, 24 agosto 1998) è un giocatore di football americano svedese, di ruolo linebacker.
Dopo aver giocato per ai Täby Flyers e ai Celsius Tigers si è trasferito agli STU Northside Bulls (poi confluiti nell'AIK Amerikansk Fotboll); si è quindi trasferito in Italia ai Dolphins Ancona e da lì agli austriaci Telfs Patriots. Successivamente è passato in ELF, prima ai Barcelona Dragons e poi ai Frankfurt Galaxy.